# Panicum glandulopaniculatum
Panicum glandulopaniculatum là một loài thực vật có hoa trong họ Hòa thảo. Loài này được Renvoize mô tả khoa học đầu tiên năm 1989.